# أندرياس كونزي
أندرياس كونزي (بالألمانية: Andreas Kunze)‏ (و. 1952 – 2010 م) هو ممثل أفلام ألماني، ولد في بريمن، توفي في إسن، عن عمر يناهز 58 عاماً.

## وصلات خارجية
- أندرياس كونزي على موقع IMDb (الإنجليزية)
- أندرياس كونزي على موقع ألو سيني (الفرنسية)
- أندرياس كونزي على موقع أول موفي (الإنجليزية)
- أندرياس كونزي على موقع قاعدة بيانات الفيلم (الإنجليزية)
- أندرياس كونزي على موقع كينوبويسك (الروسية)